# Abbaye de Dalheim
L'abbaye de Dalheim, appelée en allemand Kloster Dalheim aussi Mariendalen, Dalen ou Marienkron Mayence est un ancien monastère de clarisses situé sur le territoire de la commune de Mayence, en Allemagne.

## Localisation
Les bâtiments qui n'existent plus, se tenaient entre Zahlbach et le moulin de Dalheim (ou Aureus) dans la Heiligen Tal, dans la rue basse de Zahlbach, au pied du commencement de l'aqueduc romain (Römersteine).

## Histoire
La première mention historique de cette abbaye remonte à 1145.
Elle est sans doute fondée par l'archevêque de Cologne Arnold I (de) comme monastère double pour les moines et les moniales. L'archevêque Siegfried II von Eppstein le réforme en un monastère de Clarisses. En 1251 les religieuses choisissent de suivre la règle de saint Benoît dans l'ordre cistercien. L'archevêque Werner de Mayence (de) confie le monastère en 1265 à l'abbé d'Eberbach pour les visites et la confession, l'imposition d'amendes, la libération de l'excommunication, la juridiction des réformes et des sanctions.
En 1283 l'ancienne abbesse vend un jardin de monastère à Henri von Weidas. Cela est interprété comme une indication d'une connexion du monastère avec les cisterciennes de Weidas (de) et Altmünster. En 1296 l'abbesse reçoit la seigneurie de Bretzenheim et de Zahlbach (de) et a pu ainsi recevoir le fermage et l'impôt sur les successions. Le monastère devient ainsi l'un des propriétaires fonciers importants de la région.
Au XIVe siècle, l'archevêque de Mayence est dit rembourser 30 deniers de marcs de Cologne, qu'il devait à l'abbé de Eberbach.
Le monastère a été endommagé par les inondations de 1395 et 1447, et un incendie en 1769.
En 1793 il est détruit par les Français pour la majeure partie des bâtiments. Ses biens sont transférés à l'Université de Mayence. En 1802, le monastère a finalement été dissous dans le cadre de la sécularisation.

## Source
- (de) Cet article est partiellement ou en totalité issu de l’article de Wikipédia en allemand intitulé « Kloster Dalheim (Mainz) » (voir la liste des auteurs).